# باتريك ماكني
باتريك ماكني (بالإنجليزية: Patrick Macnee)‏ (و. 1922 – 2015 م) هو ممثل، وممثل أفلام من المملكة المتحدة، الولايات المتحدة الأمريكية . ولد في لندن، بادنغتون .
توفي في رانتشو ميراج، ريفيرسيدي، كاليفورنيا .

## التعليم
تعلم في كلية إيتون

## الخدمة العسكرية
خدم في البحرية الملكية البريطانية.

## روابط خارجية
- باتريك ماكني على موقع IMDb (الإنجليزية)
- باتريك ماكني على موقع روتن توميتوز (الإنجليزية)
- باتريك ماكني على موقع ألو سيني (الفرنسية)
- باتريك ماكني على موقع ميوزك برينز (الإنجليزية)
- باتريك ماكني على موقع أول موفي (الإنجليزية)
- باتريك ماكني على موقع قاعدة بيانات برودواي على الإنترنت (الإنجليزية)
- باتريك ماكني على موقع قاعدة بيانات الأفلام السويدية (السويدية)
- باتريك ماكني على موقع إن إن دي بي (الإنجليزية)
- باتريك ماكني على موقع ديسكوغز (الإنجليزية)
- باتريك ماكني على موقع قاعدة بيانات الفيلم (الإنجليزية)